# بروبوتا
بروبوتا هي قرية تقع في إقليم ياش في رومانيا وبلغ عدد سكانها 3,664 نسمة في عام 2002م.